# 陸潤棠
陸潤棠（英語：Thomas Luk Yun Tong），香港比較文學學者。他早年就讀調景嶺宣道小學（自小五下學期起）和港澳信義會慕德中學（1962年起入讀中三），1969年畢業於香港中文大學新亞書院英國文學系。後赴加拿大約克大學，攻讀英國文學碩士，研究對象為英國戲劇家品特。繼而在1976年取得美國密芝根大學比較文學哲學博士學位。曾任教香港中文大學英文系，教授現代戲劇、浪漫詩、電影與文學等課程。其後曾先後成為台灣國立中山大學外文系訪問教授、劍橋大學羅賓遜學院訪問學人、香港中文大學文化及宗教系教授及台灣佛光大學文學系教授。
2010年，加入恒生管理學院，擔任英文系教授及人文學院院長。

## 外部連結
- 演藝風流～惡童日記 嘉賓：陸潤棠教授 (恆生管理學院人文學院院長)  （页面存档备份，存于）